# Masalia vittulata
Masalia vittulata là một loài bướm đêm trong họ Noctuidae.